# Gwir Vretoned
Gwir Vretoned (« Vrais Bretons » en français) est une chanson bretonne composée par l'abbé Augustin Conq, prêtre et poète d'expression bretonne.
La partition est diffusée comme feuilles volantes, et est également publiée au sein des recueils de fables et chansons de l'abbé Conq, parus sous son pseudonyme littéraire de Paotr Treoure, :
- page 29 de Barzaz ha Sonioù evit ar vugale (poésies et chansons pour les enfants), une traduction en breton d'une trentaine de fables de La Fontaine ainsi que sept chants traditionnels et six nouvelles fables[4] ;
- page 45 de Barzaz ha Sonioù evit ar vugale hag an dud yaouank (poésies et chansons pour les enfants et les jeunes gens), 1937, Imprimerie de la presse libérale, rue du Château, Brest[5] ;
- page 97 de Mojennoù ha sonioù (fables et chansons)[6], Imprimerie centrale de Bretagne, Rennes[7].